# Nadir Larbaoui

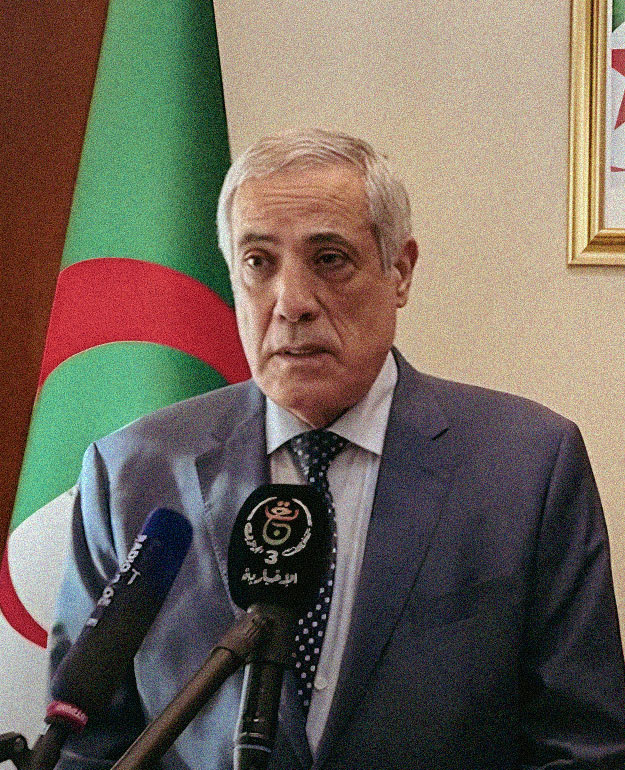
Larbaoui (2023)

Nadir Larbaoui (arabisch نذير العرباوي, DMG Naḏīr al-ʿArbāwī; * 26. September 1949) ist ein algerischer Politiker, Rechtsanwalt, Diplomat und seit November 2023 Premierminister Algeriens.

## Frühes Leben
Als junger Mann war Larbaoui Mitglied der algerischen Männer-Handballnationalmannschaft. Er nahm mit der Vereinsmannschaft am algerischen Handballcup teil und gewann den Pokal in den Jahren 1971–72, 1972–73 und 1975–76.

## Karriere
Nachdem er seine Karriere im Handball beendet hatte, studierte Larbaoui Rechtswissenschaften an der Universität Algier und erwarb einen Master in öffentlichem und privatem internationalem Recht sowie einen Bachelor in Rechtswissenschaften, wodurch er dann Rechtsanwalt werden konnte. Anschließend arbeitete er für das Außenministerium Algeriens, wo er es zum Direktor der Abteilung für Rechts- und Konsularangelegenheiten, Direktor der Abteilung für internationale Wirtschaftsbeziehungen und Direktor der Abteilung für den Arabischen Maghreb brachte.
Später war Larbaoui als Diplomat bei den Vereinten Nationen, in Pakistan, bei der Union des Arabischen Maghreb und in Ägypten tätig.
Im März 2023 wurde er Stabschef des algerischen Präsidenten Abdelmadjid Tebboune.
Am 11. November 2023 wurde er von Präsident Tebboune zum Premierminister ernannt.